# Takideamani

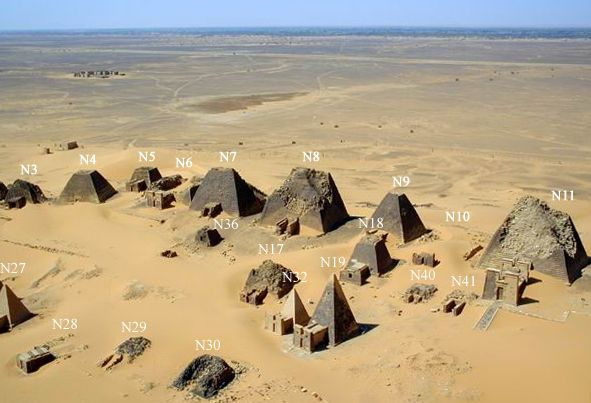
Pyramide N29, in der vordersten Reihe die zweite von rechts

Takideamani war ein nubischer König, der wohl im zweiten oder dritten nachchristlichen Jahrhundert regierte.
Er ist bisher nur von der Pyramide Beg N29 in Meroe bekannt. Sein Name ist dort in meroitischen Hieroglyphen auf einer Opfertafel belegt. Dort werden auch seine Eltern genannt. Sein Vater hieß Adeqetali, seine Mutter Napatadakheto. Die Opfertapfel befindet sich heute in Berlin.